# Роузмонт (Каліфорнія)
Роузмонт (англ. Rosemont) — переписна місцевість (CDP) в США, в окрузі Сакраменто штату Каліфорнія. Населення — 23 510 осіб (2020).

## Географія
Роузмонт розташований за координатами 38°32′52″ пн. ш. 121°21′18″ зх. д. / 38.54778° пн. ш. 121.35500° зх. д. (38.547740, -121.355125).  За даними Бюро перепису населення США в 2010 році переписна місцевість мала площу 11,26 км², уся площа — суходіл.

## Демографія
Згідно з переписом 2010 року, у переписній місцевості мешкала 22 681 особа в 8363 домогосподарствах у складі 5499 родин. Густота населення становила 2014 особи/км².  Було 8991 помешкання (798/км²).
Расовий склад населення:
| - 59,5 % — білих - 12,0 % — чорних або афроамериканців - 10,7 % — азіатів - 1,4 % — корінних американців - 0,6 % — вихідців з тихоокеанських островів - 7,7 % — осіб інших рас |

До двох чи більше рас належало 8,1 %. Частка іспаномовних становила 20,2 % від усіх жителів.
За віковим діапазоном населення розподілялося таким чином: 24,4 % — особи молодші 18 років, 65,7 % — особи у віці 18—64 років, 9,9 % — особи у віці 65 років та старші. Медіана віку мешканця становила 33,9 року. На 100 осіб жіночої статі у переписній місцевості припадало 96,7 чоловіків;  на 100 жінок у віці від 18 років та старших — 91,0 чоловіків також старших 18 років.
Середній дохід на одне домашнє господарство  становив 66 367 доларів США (медіана — 56 356), а середній дохід на одну сім'ю — 71 472 долари (медіана — 62 000). Медіана доходів становила 49 286 доларів для чоловіків та 43 243 долари для жінок. За межею бідності перебувало 17,4 % осіб, у тому числі 24,3 % дітей у віці до 18 років та 9,5 % осіб у віці 65 років та старших.
Цивільне працевлаштоване населення становило 10 723 особи. Основні галузі зайнятості: освіта, охорона здоров'я та соціальна допомога — 19,7 %, публічна адміністрація — 15,7 %, науковці, спеціалісти, менеджери — 12,7 %, мистецтво, розваги та відпочинок — 10,4 %.